# Tage Hind
Tage Aksel Herluf Hind, født Jensen (16. juli 1916 i Næstved – 4. juli 1996 i København) var en dansk højskolemand, forfatter, gymnasielærer og lektor i dramaturgi.

## Karriere
Hind var søn af den ugifte Elisabeth Rigmor Østergaard, senere adopteret til Kristian Andreas Jensen og Meta født Franck. Han blev student fra Frederiksberg Gymnasium i 1936 og uddannet som cand.mag. i kristendomskundskab, græsk kultur og dansk i 1943. I årene 1943-46 var han adjunkt ved Herlufsholm og blev derefter leder af Røde Kors' kontor for kulturelt arbejde fra 1946 til 1951, hvor han arbejdede på flygtningehøjskolerne Schloss Wolfsburg og Schäferstuhl. Siden blev han i 1951 højskolelærer ved Askov Højskole, hvor han i 1959 etablerede en forsøgsscene på højskolen. Her var Hind til 1961.
Fra 1959 til 1969 var han ekstern lektor i dramaturgi ved Aarhus Universitet. Han stod for Universitetets Teaterværksted 1959-68 og Aarhus Teaters elevskole 1959-69, var lektor ved Århus Statsgymnasium 1962-70 og blev lektor i dramaturgi ved Københavns Universitet i 1970. Han var tilknyttet Fiolteatret (elevskolen) 1970-75 og blev medlem af Teaterrådet 1970, af Danske Dramatikeres Forbunds bestyrelse 1970 og Dansk Kunstnerråds arbejdsgruppe 1972.

## Politisk engagement
Hind var en engageret person fra sin tidligste ungdom, hvor han fra et ståsted i Dansk Samling gik ind i modstandsbevægelsen, over de modne års deltagelse i Kampagnen mod Atomvåben og til alderdommens mangesidede deltagelse i allehånde kunstneriske, litterære og teatermæssige begivenheder. 1946 var han kronikredaktør ved Dansk Samlings blad Morgenbladet. Fra 1960'erne og frem blev Hinds engagement præget af marxismen, og han var i 1971 medstifter af og bestyrelsesmedlem for Den Røde Højskole. I værket Dramaturgi (1972-75) betoner han vigtigheden af "Den socialistiske teaterbevægelse" og "Politisk børneteater".
Hind har været gift med Anne Marie Højgaard Jønson. I sit andet ægteskab blev han den 25. december 1950 gift i Skovshoved med Ingrid Branner Jørgensen (født 14. april 1928).
Tage Hind er begravet på Assistens Kirkegård i København.